# Compact Disc Video
CD Video (auch bekannt als CDV, CD-V, oder CD+V) war ein Format, welches 1987 eingeführt wurde. Es kombinierte die Technologien von Compact Discs und Laserdiscs.
CD-V-Singles hatten die gleiche Größe wie gewöhnliche Audio-CDs und konnten mit CD-Playern abgespielt werden. Im Gegensatz zur CD konnte das neue Format nur Audioinformationen für eine Laufzeit von 20 Minuten Ton aufnehmen. Darüber hinaus enthielten CDVs auch noch bis zu fünf Minuten analoge Video-Informationen inklusive digitalem CD-Ton, welche auf neueren Laserdisc-Playern, die kompatibel zum CDV-Format waren, abgespielt werden konnten. Einer der ersten Laserdisc-Player, der das neue Format abspielen konnte, war der CLD-1010 der Firma Pioneer aus dem Jahr 1987.
Daneben gab es mit der CD-V-EP mit einem Durchmesser von 20 cm ein Format mit zweimal 20 Minuten Bild und Ton und eine CD-V-LP mit einem Durchmesser von 30 cm für zweimal 60 Minuten Bild und Ton. Entsprechende Abspielgeräte auch der größeren Discs gab es ab Mitte 1989 für rund 1500 DM im Handel. Diese beiden Formate waren eigentlich nur Laserdiscs mit einem digitalen Audiotrack und einer goldenen Farbe, und somit keine echte Innovation.
CD-Video-Discs haben eine unverwechselbare goldene Farbe, die sie von den gewöhnlichen silbernen Audio-CDs unterscheidet.
Das CDV-Format sollte nicht mit dem digitalen MPEG-basierten Video-CD-Format verwechselt werden, welches erst einige Jahre später, nämlich 1993, herauskam.
Das neue Format konnte sich nur wenige Jahre auf dem Markt behaupten und verschwand schließlich 1991.